# ミシェル・ゴメス
ミシェル・ゴメス（Michelle Gomez、1966年11月23日 - ）は、スコットランド出身の女優。ドラマ"The Book Group"（2002 - 2003）や"Green Wing"（2004 - 07）、"Bad Education"（2012 - 13）に出演したことで知られるほか、2014年から2017年にかけてはイギリスの長寿SFドラマ『ドクター・フー』の悪役マスターの1人ミッシーを演じ、2016年のBAFTAテレビ賞助演女優賞にノミネートされた。彼女はまた、Netflixの超自然的ホラーシリーズ"Chilling Adventures of Sabrina"（2018 - ）でリリス / マダム・サタンとマリー・ワードウェルを演じていることでも知られており、このドラマは同名のコミックシリーズのドラマ版である。

## 生い立ち
ゴメスはトニー・ゴメスとメイ・ゴメスの間にグラスゴーで生を受けた。父は元々モントセラトの出身のポルトガル系イギリス人である。彼は写真家で、母はモデルエージェンシーを運営していた。
7歳のときに『キス・ミー・ケイト』の制作を目にしたときからゴメスは女優になる願望を抱き、両親から応援を受けた。彼女は1978年から1983年まで Shawlands Academy に所属し、英国王立スコットランド音楽院で指導を受けた。

## キャリア
ゴメスの最初の重要な役はアーヴァイン・ウェルシュのショートストーリーに基づいた1998年の映画"The Acid House"である。彼女はチャンネル4のコメディドラマ"The Book Group"に出演した後、同じくチャンネル4のコメディドラマ"Green Wing"で連絡将校スー・ホワイトを演じた。彼女はBBCのシチュエーション・コメディ"Carrie and Barry"でミシェルを演じ（偶然にも"Green Wing"と同じ夜のデビューであった）、BBC Twoのシチュエーション・コメディ"Feel the Force"でサリー・ボビンズとして登場し、"Gunslinger's Revenge"にも出演した。
2005年には映画"Chromophobia"に、2006年には映画"The Good Housekeeping Guide"に出演した。2007年はアーヴァイン・ウェルシュとディーン・カヴァナによるドラマ"Wedding Belles"に出演し、ロンドンのコメディシアターで舞台『ボーイング・ボーイング』に出演。同年にはまた、『ドクター・フー』のオーディオドラマ"Valhalla"にゲスト出演した。2008年にはロイヤル・シェイクスピア・カンパニーに加入し、コートヤードシアターとノヴェロシアターで舞台『じゃじゃ馬ならし』に出演した。
2012年にはイギリス映画"The Wedding Video"に出演し、精神が不安定なウェディングプランナー役を演じた。同年にはイギリスのコメディシリーズ"Bad Education"に出演して副校長イソベル・ピックウェル役を演じ、2013年に第2シリーズで再登場した。2014年にはYoutubeチャンネルの Wildeed Studios にておばヘザー役でスケッチ・コメディーの制作を開始した。
彼女は『ドクター・フー』シリーズ8に繰り返し登場する役ミッシーを手にした。彼女の正体はシリーズのフィナーレ二部作である『ネザースフィア』と『天国での死』にて、主人公ドクターの宿敵マスターであることが明かされた。ゴメスはミッシー役でシリーズ9の最初の二部作『魔術師の弟子』と『魔法使いの友』に再登場し、2017年4月から放送が始まったシリーズ10にも登場した。2017年5月にゴメスはシリーズ10がミッシー役としての最後のシーズンになるだろうと述べた。
ゴメスのミッシー役の演技は2015年BAFTAコットランド賞の最優秀女優賞にノミネートされた。また、後にゴメスはBAFTAテレビ賞助演女優賞にもノミネートされた。
2018年にゴメスはリリス / マダム・サタン役とマリー・ワードウェル役でNetflixのシリーズ"Chilling Adventures of Sabrina"にキャスティングされた。

## 私生活
ゴメスは2000年5月1日から俳優ジャック・ダヴェンポートと結婚生活を送っている。2010年上半期には息子を出産した。

## 出演作品

### 映画
| 公開年 | タイトル                       | 役名                    | 備考                                           |
| ------ | ------------------------------ | ----------------------- | ---------------------------------------------- |
| 1989   | First and Last                 | 看護婦                  | テレビ映画                                     |
| 1998   | The Acid House                 | カトリーナ              |                                                |
| 1998   | Gunslinger's Revenge           | Leather girl            |                                                |
| 1999   | New World Disorder             | Annika "Amethyst" Rains |                                                |
| 1999   | The Escort                     | ホステス                |                                                |
| 1999   | Ticks                          | 電話口の少女            | ショートフィルム                               |
| 2000   | Offending Angels               | Baggy's ex-girlfriend   |                                                |
| 2001   | Subterrain                     |                         |                                                |
| 2003   | Ready When You Are, Mr. McGill | ジュディ                | テレビ映画                                     |
| 2005   | Chromophobia                   | Bushey                  | ミシェル・ゴメスとしてはクレジットされていない |
| 2005   | Meat the Campbells             | ミセス・キャンベル      | ショートフィルム                               |
| 2006   | The Good Housekeeping Guide    | ジェニー                | テレビ映画                                     |
| 2006   | Secret Policeman's Ball sketch | スー・ホワイト          | "Green Wing"の特別編テレビ映画                 |
| 2007   | Wedding Bells                  | アマンダ                | テレビ映画                                     |
| 2009   | Svengali                       | フランキン・ハーディ    | テレビ映画                                     |
| 2012   | The Wedding Video              | ウェディングプランナー  |                                                |

### テレビ
| 公開年    | タイトル                                                        | 役名                    | 備考                                              |
| --------- | --------------------------------------------------------------- | ----------------------- | ------------------------------------------------- |
| 1992      | Taggart                                                         | 美容師                  | エピソード: "Nest of Vipers"                      |
| 1996      | The Bill                                                        | ペニー・グリス          | エピソード: "Toe the Line"                        |
| 1998      | The Bill                                                        | キャリー・ベネット      | エピソード: "Dog Eat Dog"                         |
| 1999      | Taggart                                                         | ハリエット・バリース    | エピソード: "Bloodlines"                          |
| 1999      | Highlander: The Raven                                           | タイラ・バウアー        | エピソード: "Inferno"                             |
| 2001      | Rebus                                                           | キャロ・ラットレイ      | エピソード: "Mortal Causes"                       |
| 2002      | My Family                                                       | シャロン                | エピソード: "The Second Greatest Story Ever Told" |
| 2002–2003 | The Book Group                                                  | ジャニス・マッガン      | 12エピソード                                      |
| 2003      | Manchild                                                        | キティ                  | シリーズ2エピソード2                              |
| 2005      | Murder in Suburbia                                              | アンティア・グリーン    | エピソード: "Estate Agents"                       |
| 2004–2005 | Carrie and Barry                                                | ミッチェル              | 12エピソード                                      |
| 2004–2007 | Green Wing                                                      | スー・ホワイト          | 18エピソード。メインキャスト                      |
| 2006      | Feel the Force                                                  | サリー・ボビンズ        | 6エピソード                                       |
| 2007      | Oliver Twist                                                    | ミセス・ストロベリー    | 2エピソード                                       |
| 2012–2013 | Bad Education                                                   | イソベル・ピックウェル  | 11エピソード                                      |
| 2013      | Playhouse Presents                                              | マリー、スコッツの女王  | Psychobitches sketch (6エピソード)                |
| 2014–2017 | ドクター・フー                                                  | ミッシー                | 15エピソード                                      |
| 2015      | The Brink                                                       | ヴァネッサ              | 3エピソード                                       |
| 2015      | GOTHAM/ゴッサム                                                 | The Lady                | 2エピソード                                       |
| 2016      | The Collection                                                  | エリエッテ・マレット    | 2エピソード                                       |
| 2018 -    | サブリナ: ダーク・アドベンチャー Chilling Adventures of Sabrina | リリス / マダム・スタン | メインキャスト                                    |
| 2018 -    | サブリナ: ダーク・アドベンチャー Chilling Adventures of Sabrina | マリー・ワードウェル    | 2エピソード                                       |

### ビデオゲーム
| 公開年 | タイトル            | 役名     | 備考 |
| ------ | ------------------- | -------- | ---- |
| 2015   | Lego Dimensions     | マスター | 声   |
| 2018   | Doctor Who Infinity | ミッシー | 声   |